# 新孟邦党

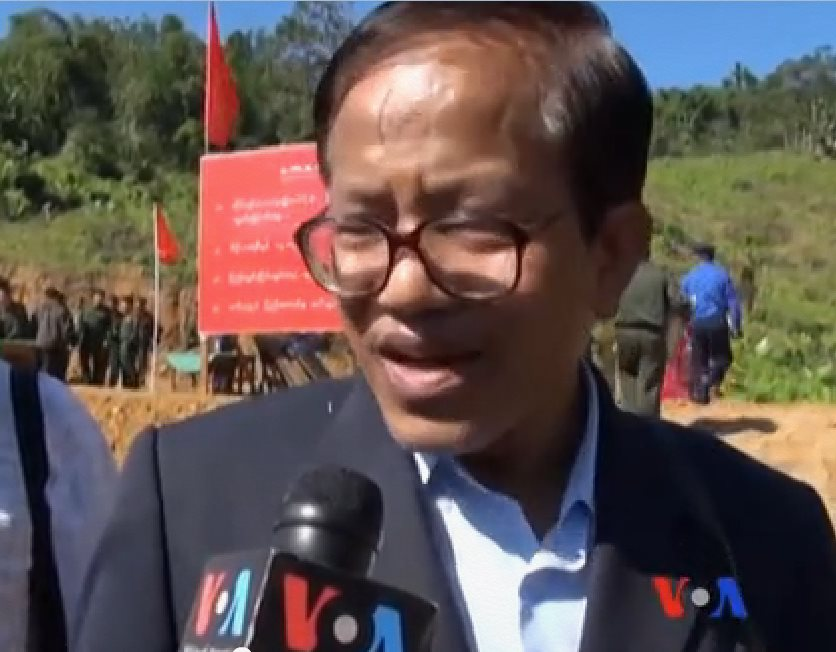
副主席奈汉塔尔

新孟邦党（缩写NMSP）是缅甸的一个政党。其下属武装孟民族解放军自1949年始以不同的名义对抗着缅甸中央政府。

## 历史
该党成立于1958年7月20日。1959年，该党与缅甸共产党、克伦族团结党、克耶族进步党和钦族最高委员会建立了“民族民主团结阵线”。1980年党内出现矛盾发生内讧，分成两派。1987年两派经过协商又重新统一。1993年至1995年该党与缅甸政府举行过4次和解谈判。1995年，新孟邦党/孟民族解放军与缅甸政府达成停火协议，但当该党拒绝接受改编为边防部队时，该协议变为无效。2012年2月1日，该党同缅甸政府签署了停火协议。2015年10月15日缅甸当局再度主持签署全国停火协议，因协议内容不具有“包容性”，该党拒绝参与签署协议。